# Provincia de Isabel
Isabel es una de las provincias de las Islas Salomón. Tiene una población aproximada de 30.000 habitantes (2004). La capital es Buala, situada en la Isla de Santa Isabel.
Santa Isabel es la isla más grande de las Islas Salomón. El primer contacto europeo con esta isla fue realizado por el español Álvaro de Mendaña de Neyra en 1568. El punto más alto es el monte Kubonitu (1.120 metros). El río Marutho discurre desde esta montaña hasta el océano en Hofi. La gran mayoría de ríos y arroyos nacen en este punto excepto los de la otra vertiente de la isla, Katova. 
La provincia de Isabel es larga pero poco poblada. La última estimación de 2004 la sitúa en 30.000 habitantes. 

## Islas
- Arnarvon
- Kerehikapa
- Maleivona
- Isla de Ramos
- Isla de San Jorge
- Isla de Santa Isabel
- Sikopo
- Mahige
- Malakobi
- Isla Fera